# Chainsaw Man – La Película: Arco de Reze
Chainsaw Man – La Película: Arco de Reze (劇場版 チェンソーマン レゼ篇 Gekijō-ban Chensō Man Reze-hen?), también conocida simplemente como Chainsaw Man: Arco de Reze, es una próxima película japonesa de animación de acción y fantasía oscura basada en el manga Chainsaw Man de Tatsuki Fujimoto.
Es una secuela directa de la primera temporada de la serie de anime. La película está producida por MAPPA, dirigida por Tatsuya Yoshihara y escrita por Hiroshi Seko.
La película se estrenará en Japón el 19 de septiembre de 2025 por Tōhō. La película también se estrenará internacionalmente por Columbia Pictures a través de Sony Pictures Releasing.

## Premisa
Denji se convirtió en «Chainsaw Man», un chico con corazón de diablo, y ahora forma parte de los Cazadores de Demonios de la División Especial 4. Tras una cita con Makima, la mujer de sus sueños, Denji se refugia de la lluvia. Allí conoce a Reze, una chica que trabaja en una cafetería.

## Reparto
| Personaje          | Seiyū           |
| ------------------ | --------------- |
| Denji              | Kikunosuke Toya |
| Reze               | Reina Ueda      |
| Power              | Fairouz Ai      |
| Makima             | Tomori Kusunoki |
| Aki Hayakawa       | Shogo Sakata    |
| Pochita            | Shiori Izawa    |
| Kobeni Higashiyama | Karin Takahashi |
| Angel Devil        | Maaya Uchida    |
| Beam               | Natsuki Hanae   |
| Violence Fiend     | Yūya Uchida     |

## Producción
El 17 de diciembre de 2023, en la Jump Festa '24, se anunció la película de anime Chainsaw Man – La Película: Arco de Reze. La película se anunció de nuevo el 22 de diciembre de 2024, en la Jump Festa '25, con estreno en Japón en 2025, y Tōhō como distribuidora.
El equipo regresa tras la serie de anime, mientras que Tatsuya Yoshihara será el director.

## Lanzamiento
Kensuke Ushio regresa del anime para componer la música de la película. Kenshi Yonezu interpretó el tema principal de la película, "Iris Out". Yonezu regresa a la franquicia tras haber compuesto el tema de apertura de la primera temporada del anime "Kick Back".
La película se estrenará en cines en Japón el 19 de septiembre de 2025, a través de Toho. Su estreno mundial está previsto a través de Sony Pictures Releasing (por vía de Crunchyroll) y Columbia Pictures, y se estrenará en cines de más de 80 países a partir del 24 de septiembre de 2025, y en Estados Unidos el 29 de octubre.